# Бернхард I фон Хилдесхайм
Бернхард I фон Хилдесхайм (на немски: Bernhard I von Hildesheim; † 20 юли 1154, Валс хаузен при Хилдесхайм) е епископ на Хилдесхайм от 1130 до 1153 г.

## Живот
Бернхард I първо е ръководител на катедралното училище в Хилдесхайм. Основава манастири. През 1133 г. той основава манастир „Годехарди“ в Хилдесхайм.
Бернхард I е погребан в базиликата „Св. Годехард“в Хилдесхайм. Скоро след смъртта му той е честван като блажен. Честван е на 20 юли, който до 18 век е официален празник.